# Monumento a la Gloria
El Monumento de la Gloria (ruso: Монумент Славы, ucraniano: Монумент Слави) es un monumento conmemorativo a la victoria de la URSS en la “Gran Guerra Patria” (Segunda Guerra Mundial), erigido en Leópolis, Ucrania.

## Información general

### Ubicación
El memorial está ubicado en la parte superior del parque de la cultura y el esparcimiento Bogdan Jmelnytsky, cerca del Instituto Militar de Infantería de Leópolis (antes Instituto Político-Militar de Leópolis), encontrándose en la intersección de las calles Stryiska y Gvardeska. Es el lugar en que tradicionalmente se realizan las celebraciones del 9 de mayo (conmemoración del Día de la Victoria).

### Características
En 1971 se inaugura el llamado “Monumento a la Gloria Militar de las Fuerzas Armadas Soviéticas” («Монумент боевой славы Советских Вооруженных Сил»). El conjunto fue realizado en granito y bronce por un grupo de artistas, entre ellos los escultores E. P. Misko (Э. П. Мисько), Y. N. Motyka (Я. Н. Мотыка), el monumentalista A. P. Pirozhkov (А. П. Пирожков) y los arquitectos M. D. Vendzilovich (М. Д. Вендзилович) y A. S. Ogranovich (А. С. Огранович).
El conjunto está formado por un monolito de 30 metros, un grupo central de bronce, y un bloque de granito macizo con grandes relieves de cobre forjado. En el monolito vertical, "la liberación", personifica básicamente a las tropas; infantería, tanquistas, artilleros, pilotos y marineros. El grupo escultural consiste en figuras alegóricas de soldados soviéticos y la “Madre Patria”, colocados en el centro del conjunto. La “Madre Patria” toma juramento a los soldados, y simbólicamente los bendice con la espada. La historia del Ejército Soviético se muestra en seis altorrelieves ornamentales, localizándose a los lados del monolito, siendo la “Nacimiento del Ejército Rojo”, la “Guerra Civil”, la “Liberación de Ucrania Occidental”, el “Año 1941”, la “Segunda Guerra Mundial” y la “Victoria”.

### Museo de Historia
Después del memorial, en la década de 1970, fue erigido el Museo de Historia del Distrito Militar de los Pre-Cárpatos, siendo cerrado y destruido con la independencia de Ucrania. El Museo estaba emplazado en los terrenos del viejo cementerio Stryyski, donde fueron enterrados en 1849 cientos de soldados del Ejército Ruso que penetraron por Leópolis a Hungría, y murieron por un pobre equipamiento. El cementerio finalmente fue destruido en 1918 como resultado de los conflictos entre ucranianos y polacos.

### Destino del Monumento
El 11 de mayo de 2007, el Consejo de la Ciudad de Leópolis creó una comisión para examinar el tema de un posible supresión del memorial o su traslado en elementos separados como “símbolos imperiales bolcheviques” ».

## Enlaces
- Vista satélite del Monumento de la Gloria

- Datos: Q1979320
- Multimedia: Glory Monument, Lviv / Q1979320